# Cambridge Analytica
Cambridge Analytica was een privaat Brits-Amerikaans  databedrijf dat datamining, data-analyse en direct marketing bundelde met strategische communicatie voor verkiezingscampagnes. Het begon in 2013 als een dochteronderneming van SCL Group. Miljardair Robert Mercer, een Amerikaanse hedgefondsmanager, bezit met zijn familie een deel van het bedrijf na een miljoenen-investering. Het bedrijf hield kantoor in Londen, New York en Washington.
Na een groot datalekschandaal rond het bedrijf dat in maart 2018 wereldwijd publiciteit en vraagtekens opriep, verloor Cambridge Analytica zijn klandizie en vroeg het, evenals moederbedrijf SCL Group, faillissement aan. Op 1 mei 2018 vroeg Cambridge Analytica faillissement aan. Veel investeerders en managers prolongeerden hun activiteiten in de nieuwe onderneming Emerdata. Ze begonnen onmiddellijk te werken onder deze nieuwe naam.

## Geschiedenis
Het bedrijf kwam van de grond na een miljoeneninjectie van vader en dochter Robert Mercer, een Amerikaanse hedgefonds-miljardair. Deze had er ook de hand in dat de leiding van het bedrijf aanvankelijk in handen kwam van Donald Trumps latere campagneleider Steve Bannon.
In 2015 werd CA bekend als het data-analysebedrijf dat aanvankelijk werkte in dienst van de presidentiële campagne van de Republikeinse senator Ted Cruz. In 2016, nadat Cruz' campagne was mislukt, begon CA te werken voor de presidentiële campagne van Donald Trump.

### Datalekschandaal

Schatting van het aantal Facebook-gebruikers wier gegevens mogelijk zijn gebruikt door Cambridge Analytica (april 2018)

Medio maart 2018 ontwikkelde zich in de VS een schandaal rond Cambridge Analytica en de Facebook-organisatie. In het bijzonder gaat het daarbij over de vraag in hoeverre laatstgenoemd platform bewust meewerkte aan illegale manipulatie van de gegevens van miljoenen Facebook-gebruikers ten behoeve van de Trump-campagne in 2016. Een dag later werd er aanvullend een in het geheim opgenomen film gepubliceerd door Channel 4, waarin CEO Nix uitlegt hoe ze politieke tegenstanders misleiden en dat ze prostituees inzetten als politiek chantagemiddel.

## Achtergronden en methoden
In publieke uitspraken noemde SCL Group zichzelf een "wereldwijd agentschap voor verkiezingsmanagement", terwijl Politico stelt dat het diensten aanbood die uiteenlopen van "|militaire desinformatiecampagnes tot sociale media branding en gerichte beïnvloeding van kiezers".
SCL’s betrokkenheid in het politieke domein speelde zich aanvankelijk af in de ontwikkelingsomgeving, waar het werd later gebruikt door militairen en politici om de publieke opinie en de politieke wil te bestuderen en te manipuleren. SCL beweerde erin geslaagd te zijn coups te ontketenen.
Volgens de Zwitserse krantenbijlage Das Magazin waren de methoden van data-analyse van CA grotendeels gebaseerd op het academische onderzoekswerk van Michał Kosiński. In 2008 ging Kosiński werken aan het Psychometrisch Centrum van de Universiteit van Cambridge, waar hij toen met zijn medewerkers een profileringssysteem ontwikkelde dat gebruik maakt van algemene data, Facebook-likes en smartphone-data. Hij toonde aan dat met een beperkt aantal "likes" drijfveren van mensen beter kunnen worden geanalyseerd dan vrienden of familieleden dat kunnen doen en dat gerichte individuele psychologische beïnvloeding van mensen een krachtig instrument is.
Toen in 2013 de SCL Group Cambridge Analytica formeerde, trok het onderzoekers aan van Cambridge University, vandaar de naam.
CA verzamelde data van kiezers door bronnen te benutten zoals demografische gegevens, consumentengedrag, computer- en internetactiviteit en andere publieke en private bronnen. 
Volgens The Guardian gebruikt CA psychologische data ontleend aan miljoenen Facebookgebruikers, grotendeels zonder medeweten en toestemming van die gebruikers.

## Kritiek

### Privacybezwaren

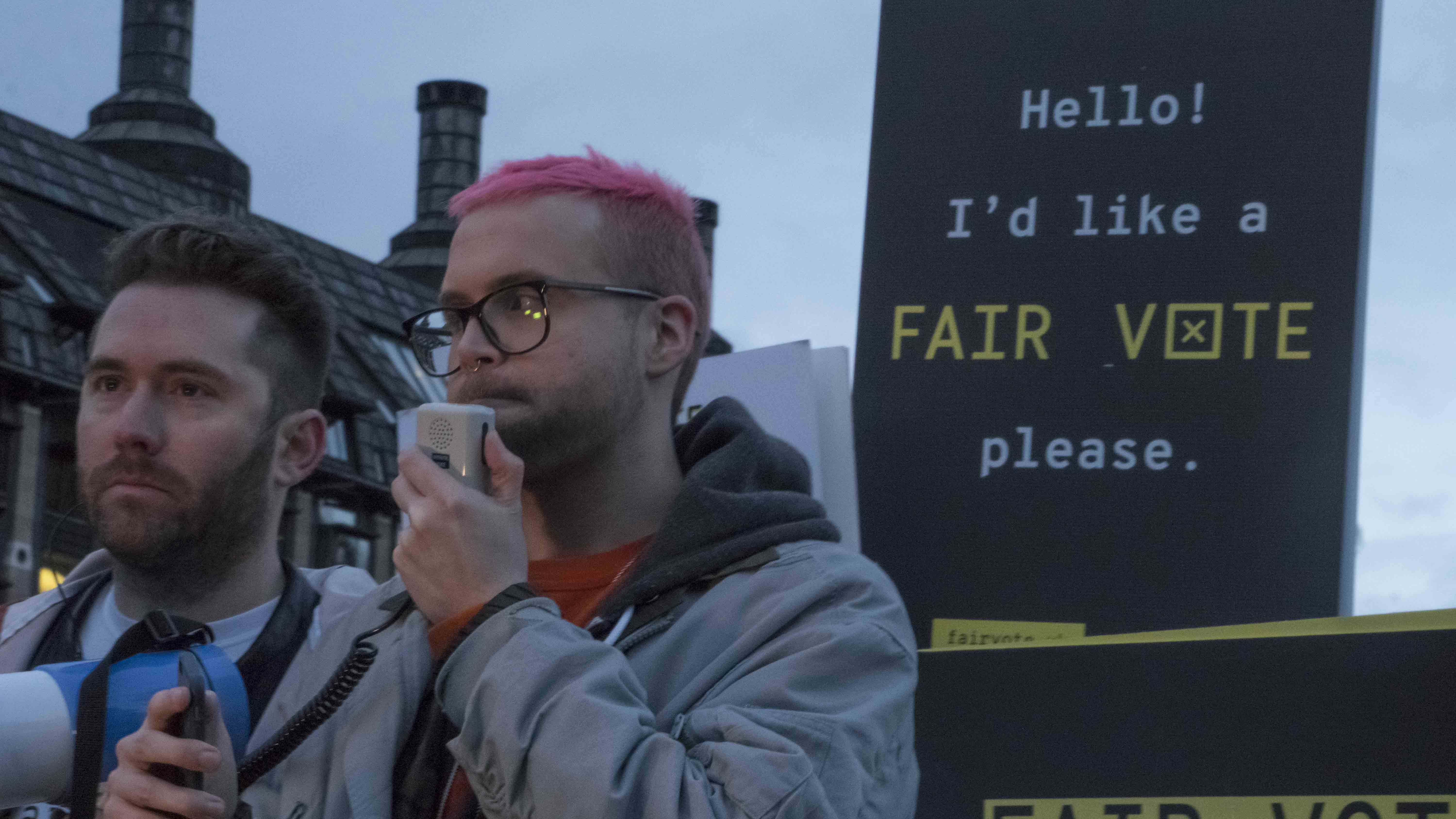
Protest na het privacyschandaal van Cambridge Analytica en Facebook.

Het gebruik van persoonlijke data, verzameld zonder medeweten en toestemming van gebruikers om geavanceerde modellen van hun persoonlijkheden te bepalen roept ethische vragen en privacybedenkingen op. CA opereerde vanuit de Verenigde Staten; haar operaties zouden in Europa met zijn strenge privacy-regelgeving onwettig zijn geweest.
Aangaande CA's gebruik van data van Facebookgebruikers stelde een woordvoerder van CA dat deze gebruikers toestemming gaven toen zij inlogden bij de provider. Van de zijde van Facebook wordt gesteld dat "het misleiden van mensen dan wel het misbruik van informatie" het beleid van Facebook schendt. Verder dan het naar buiten brengen van deze constatering ging Facebook aanvankelijk niet. 
Waar CA-CEO Alexander Nix suggereerde dat data-analyse en individuele benadering de kiezers bevoordeelt als zij berichten ontvangen over onderwerpen die hen interesseren, zijn actiegroepen bezorgd dat privé-informatie wordt verzameld, opgeslagen en gedeeld, terwijl individuen daarover in het ongewisse gelaten worden en daarover geen controle hebben.
Laatstgenoemde kritiek werd in maart 2018 op - met name voor Facebook - pijnlijke wijze bewaarheid in de media.
Zie hierboven: "Datalekschandaal" .Het misbruik van Facebook-data door Cambridge Analytica werd ook van binnenuit bevestigd door de klokkenluider Christopher Wylie.

### Betrouwbaarheid
In december 2016 beweerde de Duitse krant Der Spiegel dat, hoewel het mogelijk is dat Cambridge Analytica's beweringen over haar invloed op de Brexitcampagne en Donald Trumps presidentiële campagne kloppen, hun juistheid niet afdoende is bewezen. Het artikel wijst er op dat de beweringen werden gedaan door de managers van het bedrijf, die er dus alle belang bij hebben om de stembusuitslagen te presenteren als het resultaat van hun betrokkenheid.

## Faillissement of vernieuwing merknaam
Op 1 mei 2018 vroegen Cambridge Analytica en haar moederbedrijf SCL Group een verklaring van faillissement aan en staakten zij hun werkzaamheden. Alexander Taylor, voormalig directeur van Cambridge Analytica werd op 28 maart 2018 benoemd tot directeur van het bedrijf Emerdata.Onderzoek toont aan dat laatstgenoemde onderneming in alles overeenkomt met Cambridge Analytica, met uitzondering van de naam. De naamsverwisseling wordt aangehaald als een klassiek voorbeeld van vernieuwing van de merknaam om een negatief imago weg te werken.

## 2020
Op Nieuwjaarsdag 2020 werd via een anoniem Twitter account de eerste documenten vrijgegeven met uitgebreide informatie over de interne werkzaamheden van Cambridge Analytica. Deze documenten waren emails afkomstig van de harde schijven van Brittany Kaiser, een voormalige employee van CA en bekeerd tot whistleblower. De verwachting is dat begin 2020 meer dan 100.000 documenten worden gepubliceerd.